# Costa de Cal Miqueló
La Costa de Cal Miqueló és una costa del poble de La Pedra al municipi de La Coma i la Pedra (Solsonès). Està situada al nord-oest de la masia de Cal Canonge.